# Calle de los Derechos Humanos (Núremberg)
La calle de los Derechos Humanos (en alemán Straße der Menschenrechte) es una vía pública de la ciudad alemana de Núremberg, en el estado de Baviera.

## Descripción

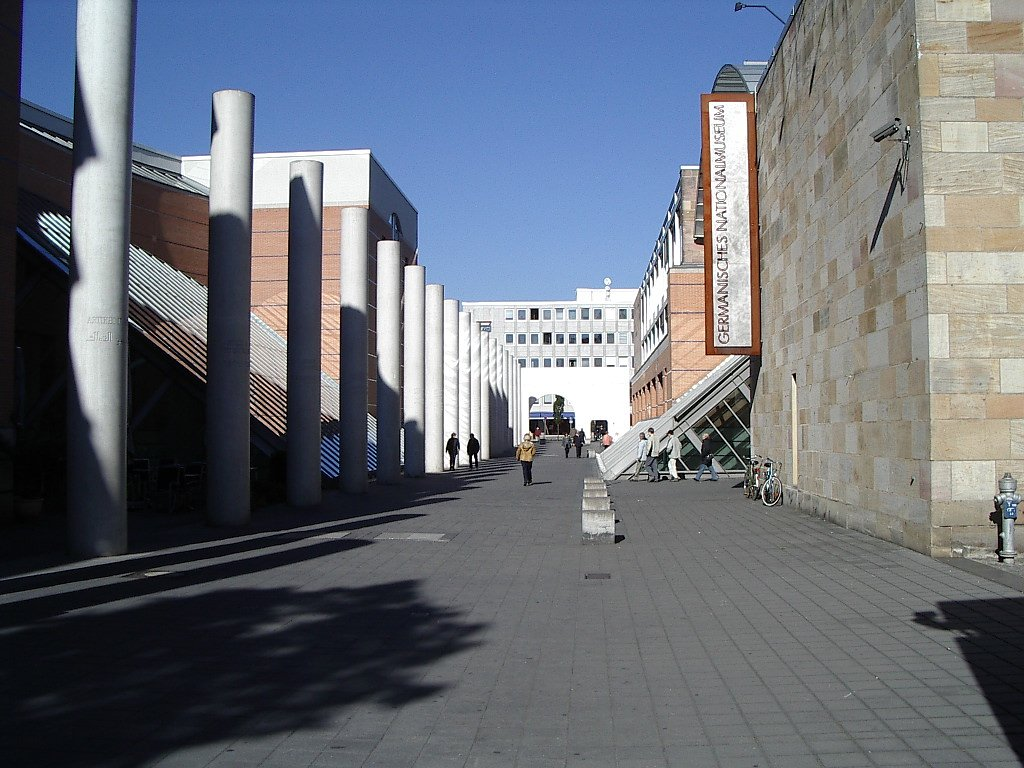
Calle de los Derechos Humanos.

Desde el 24 de octubre de 1993 Núremberg cuenta con una Calle de los Derechos Humanos, obra del artista israelí Dani Karavan, quien en veintinueve columnas de cemento, la pared de una casa y un árbol presenta los treinta artículos de la Declaración Universal de los Derechos Humanos en treinta idiomas distintos, desde el jiddisch hablado por los judíos que vivían en la ciudad desde la época medieval, hasta el quechua hablado por los indígenas originarios del Perú y de América del Sur, o el español. También existen artículos en idiomas de Europa, África y de Asia. Así se trata de representar el valor universal de estos derechos para todos los pueblos y culturas.
En la inauguración de esta calle participaron, entre otros invitados, Federico Mayor Zaragoza, Danielle Mitterrand y Hebe Pastor de Bonafini, presidenta de la Asociación Madres de Plaza de Mayo, de Argentina. En esa ocasión, el alcalde mayor de Núremberg, el socialdemócrata Peter Schönlein, afirmó que ahora los ciudadanos de Núremberg «solo deben aceptar que desde esta ciudad se den únicamente señales de paz, de reconciliación y de comprensión entre los pueblos».
La calle de los Derechos Humanos colinda con el Museo Nacional Germánico, uno de los museos de historia de Alemania más importantes del país. Con esa obra la ciudad de Núremberg quiso declarar abiertamente su total oposición al totalitarismo de los nazis. Asimismo Núremberg reafirma su opción por los derechos humanos como paradigma universal de la humanidad. Los escolares visitan esta calle periódicamente y allí reciben informaciones sobre la historia de los derechos humanos y su realidad actual en distintas partes del mundo. Por otra parte, grupos y movimientos alternativos también utilizan la Calle de los Derechos Humanos para mostrar ejemplos de situaciones donde se violan, bien sea en Alemania o en otras partes del mundo, y reclamar su respeto.
Cerca de la Calle de los Derechos Humanos, en el Hallplatz, se realiza cada dos años un "Almuerzo por la paz" con miles de participantes que almuerzan juntos en mesas preparadas expresamente, para rendir homenaje y gratitud a la persona a quien se le concede el Premio Internacional de Derechos Humanos de Núremberg.
- Datos: Q2354270
- Multimedia: Way of Human Rights / Q2354270